# Canaille
Canaille is een Belgisch witbier van hoge gisting.
Het bier wordt gebrouwen in Brasserie Grain d'Orge te Homburg.
Het is een stroblond troebel witbier met een alcoholpercentage van 5,2%. Dit bier behoort samen met Brice en Joup tot de huisbieren van de brouwerij.